# Malokurílskoye
Malokurílskoye (en ruso: Малокурильское, japonés: マロクリルスコエ) es un pueblo situado en la isla Shikotán, islas Kuriles. Administrativamente pertenece al distrito de Yuzhno-Kurilsk del óblast de Sajalín, Rusia y disputada por Japón como parte de la Subprefectura de Nemuro en Hokkaidō.
La población de la localidad es de unas 1.100 personas (2007).
En el pueblo está situado un importante complejo del tratamiento de pescado «Ostrovnói» (Островной, 小島), donde se producen conservas, principalmente de las papardas.